# M̧
Cette page contient des caractères spéciaux ou non latins. S’ils s’affichent mal (▯, ?, etc.), consultez la page d’aide Unicode.
M̧ (minuscule : m̧), appelé M cédille, est un graphème utilisé dans l’écriture du marshallais,,. Il s'agit de la lettre M diacritée d'une cédille.

## Représentations informatiques
Le M cédille peut être représenté avec les caractères Unicode suivants :
- décomposé (latin de base, diacritiques) :

| formes    | représentations | chaînes de caractères | points de code | descriptions                                  |
| --------- | --------------- | --------------------- | -------------- | --------------------------------------------- |
| capitale  | M̧               | M◌̧                    | U+004D U+0327  | lettre majuscule latine m diacritique cédille |
| minuscule | m̧               | m◌̧                    | U+006D U+0327  | lettre minuscule latine m diacritique cédille |